# Milikuri
Milikuri (gr. Μυλικούρι) – wieś w Republice Cypryjskiej, w dystrykcie Nikozja. W 2011 roku liczyła 17 mieszkańców.